# ウェルズ・ジャッジメント
ウェルズ・ジャッジメント（Wells Judgment) は、1998年7月16日、当時英国の最高裁判所の役割を担っていた貴族院へ上告された3つの人身賠償案件に対してまとめて言い渡された判決である。「ウェルズ・ジャッジメント」と呼ばれ、判例法の社会である英国においてその後の人身賠償案件に対する先例となり、また、そこに記載されたコメントの幾つかが後の英国の人身賠償案件の賠償方法に大きな影響を与えることになった。ウェルズ・ジャッジメントの対象となった3つの人身賠償案件の概要は以下の通りである。

## ウェルズ　VS　ウェルズ
58歳のパートタイム看護師は、夫の運転する車で旅行中交通事故に遭い重症を負った。事故により脳に大きな損傷を負った彼女は、それ以後働くことも家族の世話をすることもできなくなり、生涯介護を必要とする状態に陥った。ウィルコックス裁判官は彼女の「痛みと苦しみに対する賠償金」として12万ポンドすなわち日本円で約2580万円に加え、彼女の余命を15年とし、介護費用と逸失利益及びその他の将来費用を算出し、総額で162万ポンド、日本円で約3億4830万円の支払いを命じた。ところが、控訴（The Court of Appeal)は痛みと苦しみに対する賠償金を10万ポンド（2150万円）に減額し、さらに彼女の余命を10年3ヶ月として再計算させ、総額で110万ポンド（２億3650万円）とした。劇的な減額となった主な原因は、将来費用の計算においてウィルコックス裁判官が2.5％を割引率として用いたのに対し、控訴院は4.5％を採用したことにある。

## トーマス　VS　ブライトン地区保険医療局
公判の日、原告は6歳であったが、原告の母と後見人の協力により提訴した。原告の出産前、医療機関の労力削減のため母体に投与された薬物によって、原告は脳性麻痺を発症し重い身体障害を抱えることになった。コリンズ裁判官は痛みと苦しみなどに対する賠償金として11万ポンド（約2365万円）を認め、総額は余命60歳にもとづいて計算され約131万ポンド（約2億8165万円）にのぼった。控訴院はこの額を約99万ポンド（約2億1285万円）に減ずるように命じた。コリンズ裁判官は、ウェルズVSウェルズで用いられた2.5％ではなく、3.0％を割引率として用いていたが、ウェルズ VS ウェルズの場合同様、控訴院が4.5％を採用したための減額となった。

## ページ　VS　シームス鉄鋼
24歳の原告が鉄鋼所の冷却床そばの鉄製鋳型で仕事をしていたとき、白熱の鉄の棒が彼の頭に突きささってきた。その鉄の棒は彼の頭蓋骨の右側から入り、脳を貫通し、左側へ抜けていた。彼の同僚の一人が長い鉄の棒を短く切り落とし、彼は自らの手でその鉄棒を引き抜いた。その時、彼には明瞭な意識があったが、彼がどうしてその状態で生きていられるのか想像することは難しい状況であった。ダイソン裁判官は痛みと苦しみなどに対する賠償金として8万ポンド（約1720万円）の支払いを命じた。通常の退職年齢である62歳までの逸失利益に加え、標準体に用いる平均余命に基づく介護費用などを含め、総額で賠償金は100万ポンド（約2億1500万円）にのぼった。この賠償金の計算にダイソン裁判官は、トーマス VS ブライトン地区保険医療局ケースのコリンズ裁判官同様、3.0％を割引率として用いたが、控訴院は上記２つのケース同様に割引率を4.5％に引き上げるなどにより、総額を70万ポンド（約1億5050万円）まで減額した。

## 裁判官の見解

### 割引率について
この3つの訴訟案件に対し、5人の裁判官が見解を述べている。3件の概要にある通り、主な論点は一時金の現在価値を計算するためにどのような割引率を用いるべきかという点である。 判決の結論としては、小売物価指数（Retail Price Index, RPI）と連動する指数連動政府債（Index linked British Government Securities, ILGS）の利率を基礎に、3.0％が妥当としている。この指数連動政府債を保持していれば、投資リスクをとらずにインフレリスクに対処できるためであり、「そもそも被害者は投資リスクを負うべきではなく、一般の賢明な投資家と同じレベルにおかれるべきではない」という理由によるものである。

### 定期金賠償と一時金賠償について
裁判官の見解の中に、定期金賠償と一時金賠償に対する幾つかのコメントが示されており、重要な示唆を提供している。 まず、ロイド裁判官である。「一時金の特性として、将来の金銭的損失という点において、過剰になるか過少になるかのどちらかである。乗数の関連で言えば、被害者は明日亡くなるかもしれないし、平均余命を超えて長生きするかもしれない。また、介護費用も適切に予測したつもりの金額を超えるかもしれないし、もっと安価な治療方法が見つかるかもしれない」と指摘する。ホープ裁判官は、「一時金の計算はある範囲で正確であるかのような印象を与える。しかし、算出結果の正確さは仮定によりどのような数字を用いるかに基づく。それらの仮定は法廷が入手可能な証拠をもとにベストを尽くして創りだしている」と述べている。クライド裁判官は「詳細なテーブルとアクチュアリアルな計算が開発されても、そこには予測における不確実さの要素が残され、それは司法が原告と被告の間に割って入るという期待を、間に合わせの方法で満足させるためだけのことかもしれない。重症の障害を負った被害者の将来介護費用が充分に提供されるかどうかは特に問題で、賠償額の不足は厳しい状況を引き起こしかねない」と述べている。また、「一時金の計算には幾つかの仮定が必要で（略）、ある仮定は被害者の余命が何年であるかという特定の明確な年数であり（略）、出来うる限りの予測をしたところで、仮定は正しかったということが明らかになることはないだろう」としている。これらの裁判官のコメントは、一時金賠償に対する彼らの率直な見解である。当時の英国では、例えば年一回の賠償金支払を終身にわたって行うなどの定期金賠償の考え方がなかったわけではないが、ヒュートン裁判官は「現行の法体系では原告被告の双方が合意しないかぎり、損害賠償は一時金で支払われ、法廷には定期金賠償で支払わせる権限はなかった」と説明している。 このウェルズ・ジャッジメントでは、定期金賠償に言及する箇所が幾つかある。クライド裁判官は「法律上の裁定は原告に対する被告のいかなる継続的な義務も最終的に解決するもので、従って被告にとっては終了したこと（エピソード）とみなすことが許され、原告は賠償金を思うように使う自由が残される。しかし、裁定の結末には不正確という避けがたい要素が、特に将来の時間の長さに関連した事柄についてまわる。定期金賠償はこの問題をある程度解決してくれるかも知れないが、両当事者の同意が必要である」と述べている。しかし、ウェルズ・ジャッジメントが英国の定期金賠償のある意味での出発点ではないかと思えるのは、ステイン裁判官の両当事者の合意がなくても定期金賠償が採用される判決を可能とすべきであると明言した次の指摘があるからである。「多くの比較的軽傷の被害者の場合は損害額が算定されるまでには回復していて、一時金賠償は満足のいくシステムとして機能する。しかし、重症であるがゆえにその影響が続くケースにおいては、一時金賠償の方法では損害額の算定の後に重大な問題を引き起こす。そのようなケースの場合には、裁判官は未来に何が起こるか推量する作業に追い込まれる。必然的に裁判官は将来に何が待ち受けていようと重症被害者が適切に治療されるように努力する。しかし、それは無駄なシステムであると言える。なぜなら時に法廷は後に必要ではなかったと明らかになるほど高額な賠償を強制してしまうからである。もちろん、1996年の損害法第2条（section 2 of the Damages Act 1996)にあるように、定期金賠償の条文があることは事実である。しかし、法廷は両当事者が合意した場合のみ定期金賠償を課すことができる。そのような合意は、全く、または事実上殆ど全く実現したことはない。定期金賠償の行使というのは死語になっている。その解決方法というのはやや直截ではあるが、法廷はそれが適切なケースの場合には一時金ではなく定期金による賠償を課すように命じる権限をもつべきである、ということである。この権限は賠償は金銭的損失に対して完全に償うものであるという原則に見事に一致する。私には、慣れ親しんだ制度を変えることに対する人身賠償案件専門の法律家の嫌悪以外には、さしたる議論もおきないと思える。しかし、裁判官はこの改革を行うことはできない。国会のみがこの問題を解決できる」。